# زدبی ۳۰۴
زدبی ۳۰۴ (به انگلیسی: ZB 304) یک کشتی بود که طول آن 300' و ارتفاع آن 18.5' بود. این کشتی در سال ۱۹۸۲ ساخته شد.